# Gabondwergdikstaartspitsmuis
De gabondwergdikstaartspitsmuis (Suncus remyi)  is een zoogdier uit de familie van de spitsmuizen (Soricidae). De wetenschappelijke naam van de soort werd voor het eerst geldig gepubliceerd door Brosset, Dubost & Heim de Balsac in 1965.

## Voorkomen
De soort komt voor in de Centraal-Afrikaanse Republiek, Congo en Gabon.